# Crassispira sanibelensis
Crassispira sanibelensis är en snäckart som beskrevs av Bartsch och Alfred Rehder 1939. Crassispira sanibelensis ingår i släktet Crassispira och familjen Turridae. Inga underarter finns listade i Catalogue of Life.